# ماروین چاوز
ماروین چاوز (اسپانیایی: Marvin Chávez‎؛ زاده ۳ نوامبر ۱۹۸۳) یک بازیکن فوتبال اهل هندوراس است.
وی همچنین در تیم‌های ملی فوتبال هندوراس بازی کرده‌است.